# Hotel Marriott El Cairo
El Hotel Marriott El Cairo  (en árabe egipcio: ماريوت القاهره) es un gran hotel situado en el barrio de Zamalek en la isla Gezira, situada en el Nilo, y justo al oeste del centro de El Cairo, Egipto. La sección central antaño fue el Palacio Gezirah construido para el jedive Ismail Pachá en 1869. El palacio y el sitio se convirtió en un hotel de Marriott International y moderno. El Hotel Marriott es uno de los edificios más altos en El Cairo. El hotel consta de 1087 habitaciones, por lo que es uno de los hoteles más grandes de Oriente Medio. Las habitaciones están situadas en dos edificios idénticos de veinte pisos, las torres Gezira y Zamelek.